# Cheilolejeunea longiloba
Cheilolejeunea longiloba là một loài Rêu trong họ Lejeuneaceae. Loài này được (Stephani ex G. Hoffm.) Kachroo & R.M. Schust. ex J.J. Engel & B.C. Tan mô tả khoa học đầu tiên năm 1986.